# Jin-Hyun Paik
Jin-Hyun Paik (Seoul, 1 februari 1958) is een Zuid-Koreaans hoogleraar internationaal recht aan de Nationale Universiteit van Seoul, met als specialisatie zeerecht. Sinds 2009 is hij rechter bij het Internationale Zeerechttribunaal.

## Levensloop
Paik voltooide in 1980 zijn studie aan de Nationale Universiteit van Seoul en behaalde vervolgens zijn Master of Laws aan de Columbia-universiteit. In 1985 studeerde hij aan de Haagsche Academie voor Internationaal Recht en promoveerde vervolgens in 1989 op het gebied van internationaal recht aan de Universiteit van Cambridge. Nog hetzelfde jaar werd hij toegelaten als advocaat in New York. 
Hij vervolgde zijn carrière echter in Zuid-Korea, waar hij van 1990 tot 1997 hoogleraar was aan het Instituut voor Buitenlandse Zaken en Nationale Veiligheid dat tot het Ministerie van Buitenlandse Zaken behoort. Daarnaast maakte hij deel uit van een aantal uiteenlopende afvaardigingen van de Zuid-Koreaanse regering, in het bijzonder op het gebied van zeerecht.
Sinds 1997 is hij hoogleraar internationaal recht aan de Nationale Universiteit van Seoul. Verder nam hij in 2003/2004 gasthoogleraarschappen aan de Johns Hopkins-universiteit en de Stanford-universiteit op zich. Hij is mede-uitgever van het vakblad Korean Journal of International and Comparative Law.
Sinds 6 maart 2009 is hij rechter bij het Internationale Zeerechttribunaal. Zijn termijn loopt tot 30 september 2014.